# Уве Унтервальдер
Уве Унтервальдер (нім. Uwe Unterwalder, 15 липня 1950) — німецький велогонщик.
Срібний призер Олімпійських Ігор 1972 (командна гонка переслідування), 1980 (командна гонка переслідування) років, учасник 1976 року.
Чемпіон світу з велоперегонів на треку 1978 року в командній гонці переслідування, срібний призер 1971 (командна гонка переслідування), 1974 (командна гонка переслідування), 1977 (індивідуальна гонка переслідування) років, бронзовий призер 1975 (командна гонка переслідування), 1978 (індивідуальна гонка переслідування) років.